# Croix du cimetière de Plancoët
La croix du cimetière  est située à  Plancoët en France.

## Localisation
La croix est située sur la commune de Plancoët, rue de la Madeleine, dans le département des Côtes-d'Armor, dans la région Bretagne.

## Historique
La croix est inscrite au titre des monuments historiques par arrêté du 28 octobre 1926.